# America (yacht)
Pour les articles homonymes, voir America.
L’America était un yacht de compétition du XIXe siècle qui a été le premier à remporter le trophée de voile international (America's Cup) auquel il a donné son nom ; maintenant appelée Coupe de l'America, ce trophée était connu en 1851 comme la One Hundred Guinea Cup du Royal Yacht Squadron (« la coupe de cent guinées »), mais a ensuite été rebaptisé en l’honneur du premier yacht victorieux. La goélette a été conçue par George Steers (en) pour une association de membres du New York Yacht Club dirigée par le commodore John Cox Stevens. Cette association comprenait également Edward A. Stevens, George Schuyler, Hamilton Wilkes, et J. Beekman Finley.
Le 22 août 1851, l’America remporte, avec dix-huit minutes d'avance sur l’Aurora, la régate du Royal Yacht Squadron à Cowes autour de l'île de Wight, sur un parcours de 53 nmi (98,156 km).

## Origines

### Les fondateurs
John Cox Stevens était un membre fondateur et commodore du New York Yacht Club. Avec cinq autres membres du club, il forma un syndicat dont le but était de construire un yacht pour naviguer jusqu'en Angleterre. Le but de cette visite était double : montrer les compétences de la construction navale américaine et de gagner de l'argent en participant à des régates. Stevens fit appel aux services du chantier naval de William Brown et son designer en chef, George Steers.

### Le designer
L’America a été conçu par James Rich Steers (en) et George Steers (en) (1820-1856), de George Steers et Co (en). Le design traditionnel en « tête-de-morue-et-queue-de-maquereaux » (cod-head-and-mackerel-tail) donnait des bateaux ayant une étrave pleine et une poupe effilée, la largeur maximum (le maître-bau) étant placé au tiers de la longueur vers l'avant. Les bateaux-pilotes conçus par George Steers avaient en revanche une étrave concave et un maître-bau au milieu du navire. En conséquence ses bateaux-pilotes gréés en goélette ont été parmi les plus rapides et les plus navigables de leurs temps. Ils devaient avoir de très bonnes qualités nautiques, car ils devaient aborder les navires entrant et sortant du port par n'importe quel temps. Ces bateaux devaient également être rapides, car les pilotes de port travaillaient en concurrence. Outre des bateaux-pilotes, Steers a conçu et construit 17 yachts, dont certains avaient les faveurs du New York Yacht Club.

### Le capitaine
L’America est commandé par le capitaine Richard Brown, un membre expérimenté du groupe des pilotes de Sandy Hook, devant leur réputation internationale à leur expertise de la manœuvre parmi les bancs de sable du port de New York. Tous étaient des régatiers extrêmement qualifiés du fait des courses improvisées qui s'engageaient entre les pilotes devant répondre aux appels des navires. Brown avait navigué à bord d'un bateau-pilote conçu par George Steers, dont il était un ami personnel. Il choisit comme premier coéquipier Nelson Comstock, un nouveau venu au New York Yacht Club.

## Le premier « défi»

### Genèse de la course
L'équipage de l’America comprend Brown et huit marins professionnels, ainsi que George Steers, son frère aîné James avec son fils George en tant que passagers. Ils quittent New York le 21 juin, et arrivent au Havre le 11 juillet, où les rejoint John Cox Stevens. Après passage en cale sèche et une couche de peinture, l’America repart le 30 juillet pour Cowes, île de Wight. Là, l'équipage bénéficie de l'hospitalité du Royal Yacht Squadron, tandis que Stevens recherche quelqu'un qui désirerait défier son bateau.
La communauté britannique de yachting avait suivi la construction de l’America avec intérêt et peut-être une certaine appréhension. Lorsque l’America se montre dans le Solent le 31 juillet, le yacht Laverock engage avec lui une course apparemment improvisée. Les comptes-rendus en sont contradictoires : un journal britannique déclare que le Laverock s'était bien défendu, alors que John Cox Stevens prétend que l’America l’a battu haut la main. Quel que soit le résultat, il semble malheureusement avoir découragé les autres yachtmen britanniques de disputer un match race contre l’America. La goélette n'a pas eu d'occasion de courir jusqu'à la dernière journée de la régate annuelle du Royal Yacht Squadron, réservée aux membres du club, et pour laquelle la reine Victoria délivre habituellement le prix. En raison de la présence de l’America, une disposition spéciale a été prise pour « ouvrir à toutes les nations » une course de 53 milles autour de l'île de Wight, sans limitation de temps.

### La course
La course se tient le 22 août 1851, et le départ donné à 10 h 0 pour sept goélettes sur une ligne et huit cotres sur une seconde ligne. L’America a un démarrage ralenti par une ancre souillée, et figure bonne dernière lorsqu'elle s'est finalement mise en route. Après une demi-heure, cependant, elle est en 5e place et remonte sur ses adversaires.

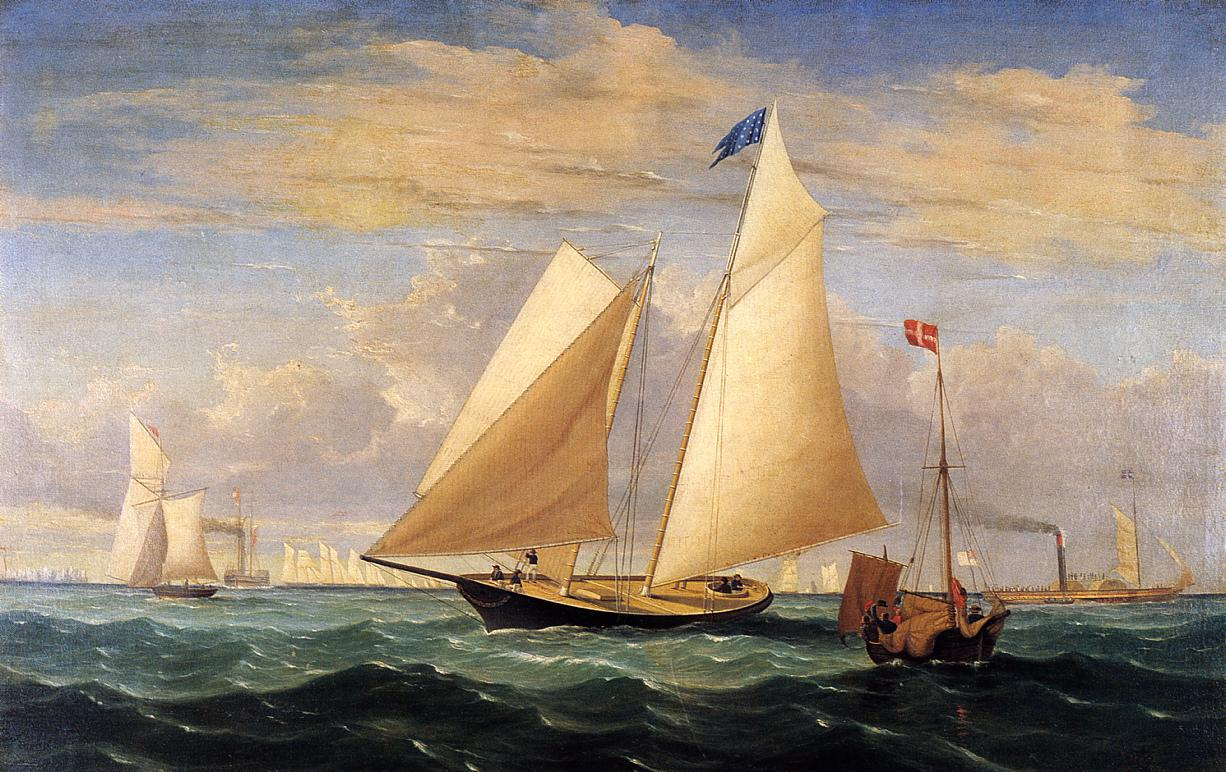
The Yacht 'America' Winning the International Race, par le peintre américain Fitz Hugh Lane.

Les bancs à l'est de l'île de Wight sont appelés les Nab Rocks. Traditionnellement, les courses contournent le bateau-phare qui indique leur extrémité par l'est (vers le large), mais il est possible de naviguer entre le bateau-phare et la terre ferme, avec un pilote compétent. L’America dispose d’un tel homme, qui choisit de contourner par l’ouest (côté terre) le phare. Après la course, un compétiteur protestera contre cette action, mais sera débouté parce que les règles officielles de la course ne précisent pas de quel côté il faut contourner le phare.
L’America passe en tête grâce à cette tactique. Elle conserve cette position tout le reste de la course. Une erreur d’un équipier provoque la rupture d'un foc, mais il est remplacé en quinze minutes. Sur la dernière ligne de la course le yacht Aurora se rapproche, mais il a 18 minutes de retard lorsque l’America termine peu après 18 h 0. La légende veut qu’en regardant la course, la reine Victoria ait demandé qui était deuxième, et reçu la fameuse réponse : « Il n'y a pas de second, votre Majesté. »

## Après la course
John Cox Stevens et l'association du New York Yacht Club ont conservé l’America seulement dix jours après avoir remporté la régate qui l'a rendue célèbre.
Le 1er septembre 1851, le yacht passe sous pavillon britannique ; il est vendu à John de Blaquière, 2e baron de Blaquière, qui fait quelques régates avant de le vendre en 1856 à Henry Montagu Upton, 2e vicomte de Templetown ; il rebaptise le yacht Camilla, mais l'utilise peu et néglige son entretien. En 1858, il est vendu à Henry Sotheby Pitcher.
Pitcher, un constructeur de navires à Gravesend, dans le Kent, rénove Camilla et le revend en 1860 à Henry Edward Decie, qui le ramène aux États-Unis. Il cède le navire cette même année aux Confédérés afin de forcer le blocus qu'ils subissent pendant la guerre de Sécession ; Decie en garde le commandement. Durant cette période, on suppose que le bateau est renommé Memphis mais les sources ne sont pas claires. En 1862, il est sabordé à Jacksonville, lorsque les troupes de l'Union prennent la ville.
Renfloué et réparé, retrouvant son nom America, il sert maintenant du côté de l'Union pour le contrôle du blocus naval jusqu'à la fin de la guerre. L’America est armé de trois canons lisses en bronze conçu par John A. Dahlgren et fondus au Washington Navy Yard. Une pièce de 12 livres est située sur la proue et deux pièces de 24 sont placées au milieu du navire. Ces deux canons avaient un calibre de 5,75 pouces (14,6 cm), pesaient 1 300 livres (590 kg) et avaient une portée de 1 140 mètres avec une élévation de quatre degrés. Après la guerre, il devient navire-école à l'Académie navale d'Annapolis. Le 8 août 1870, l’America est engagé par la Navy dans la Coupe de l'America qui se dispute à New York, et termine quatrième.
L’America reste dans la Marine américaine jusqu'en 1873, puis il est vendu à Benjamin Franklin Butler, un ancien général de la Guerre civile, pour 5 000 $ (91 361 $ d'aujourd'hui). Butler le fait courir et l'entretient convenablement, le fait rénover par Donald McKay (en) en 1875, et commande une refonte totale du gréement à Edward Burgess (en) en 1885 pour qu'il reste compétitif. Après la mort du général en 1893, son fils Paul hérite de la goélette, mais ne s'y intéressant pas, il la donne à son neveu Butler Ames en 1897. Ames reconditionne l’America et l'utilise occasionnellement pour régater et faire des croisières jusqu'en 1901, mais elle commence à devenir vétuste et se délabre.
L’America est alors vendu à une société dirigée par Charles H. W. Foster en 1917, puis en 1921 à l’America Restoration Fund, qui en fait don à l'Académie navale d'Annapolis. Elle n'y est pas mieux entretenue, et en 1940 profondément ruinée. Le 29 mars 1942, lors d'une tempête de neige, le hangar où l’America est entreposé s'effondre. Trois ans plus tard, en 1945, les restes du hangar et le navire sont finalement déblayés et brûlés.

## Réplique moderne
Une première réplique de l'America a été construite en 1967, financée par un brasseur de New york, Rudy Schaefer. Très fidèle à l'original, le bateau a été utilisé pour promouvoir les bière Schaefer, effectuant des tournées publicitaires autour des états unis, et quelques traversées transatlantiques. l'America 2  fut revendue quelques années plus tard à un financier espagnol, qui repeignit la coque en blanc et en modifia les roofs. Le bateau a navigué de nombreuses années, le plus souvent en mer méditerranée. Il se trouve actuellement dans un chantier italien où est réalisée une réfection complète. 
Une seconde  réplique de l’America a été construite en 1995 pour pratiquer l'observation des baleines et croiser au voisinage du musée maritime de San Diego. Elle a été exhibée en juin 2011 dans la baie de San Francisco, à l'occasion des préparatifs de l'équipe BMW Oracle Racing pour la Coupe de l'America 2013, qui se tiendra dans la baie.